# 1999 في زيمبابوي
فيما يلي قوائم الأحداث التي وقعت خلال عام 1999 في زيمبابوي.

## سياسة

### انتهاء فترة المنصب
- 1 يوليو – جوشوا نكومو نائب رئيس زيمبابوي [الإنجليزية]‏.

## مواليد

### يوليو
- 11 يوليو – أدريان ألين مقدم برامج إذاعية من المملكة المتحدة.

### نوفمبر
- 6 نوفمبر – تريستان راين نيدام لاعب كرة قدم زيمبابوي.

## وفيات

### يوليو
- 1 يوليو – جوشوا نكومو (مواليد 1917) سياسي زيمبابوي.